# Santa Maria de Colomers
Santa Maria és una església al centre del nucli de Colomers. És un edifici d'una nau amb capelles laterals, absis semicircular i torre als peus. L'aspecte actual del temple mostra les intervencions experimentades al llarg del temps a partir de l'estructura original romànica.

## Arquitectura

A l'interior, la nau es cobreix amb volta apuntada i al llarg dels seus murs s'obren les capelles, amb tres arcs de mig punt que recolzen sobre pilastres.
Un arc triomfal doble separa la nau del presbiteri. La part més interessant és l'interior de l'absis. Està decorat per arcs cecs sostinguts per dotze columnes amb capitells esculpits amb motius vegetals, representació d'animals, figures humanes i motius geomètrics. Alguns dels capitells són originals i d'altres han estat reemplaçats.
Exteriorment, s'observen dues etapes constructives: la part inferior correspon, amb moltes modificacions (capelles laterals, portada), a l'obra romànica, mentre que la part superior, amb espitlleres, és el resultat de les obres de fortificació dels segles XVI – XVII. A la façana s'obre la porta d'accés barroca. És rectangular i la corona un frontó trencat per damunt del qual hi ha una finestra romànica d'arc de mig punt. Conserva les lesenes de la primitiva façana romànica amb decoració de tipus llombard.
La torre, a la banda dreta, té base quadrada, cos superior vuitavat amb obertures de mig punt i coronament de barana amb balustres.

## Història
Les primeres referències documentals a Santa Maria de Colomers daten del segle ix, i l'esmenten com a cel·la depenent del monestir de Sant Medir. La llarg dels segles x i xi, altres documents en confirmen l'existència i informen del pas a la jurisdicció de Santa Maria d'Amer, on va traslladar-se el cenobi de Sant Medir. L'església mostra diverses etapes constructives, dues de les quals d'època romànica; són del segle xi l'absis, el frontis i les restes dels murs laterals i de la decoració llombarda de l'exterior, així com els capitells de l'interir de l'absis; als segles XII i XII corresponen la volta i les pilastres i arcs de suport. Els segles xvi i xvii s'hi feren les obres de fortificació, entre els segles XVII i XVIII es produí una nova intervenció d'importància en què s'hi van afegir les capelles laterals, la sagristia, la portalada i el campanar, entre 1970 i 1973, un procés de restauració va recuperar part de les estructures romàniques que havien quedat amagades.